# (1341) Edmée
(1341) Edmée – planetoida z grupy pasa głównego asteroid okrążająca Słońce w ciągu 4 lat i 200 dni w średniej odległości 2,74 au. Została odkryta 27 stycznia 1935 w Observatoire Royal de Belgique w Uccle przez Eugène’a Delporte. Nazwa planetoidy pochodzi od Edmée Chandon, francuskiej astronomki. Przed nadaniem nazwy planetoida nosiła oznaczenie tymczasowe (1341) 1935 BA.